# Хетафе B
«Хетафе B» (исп. Getafe B CF) — испанский футбольный клуб из одноимённого города, в провинции и автономном сообществе Мадрид, резервная команда клуба «Хетафе». Команда создана в 1983 году, гостей принимает на арене «Сьюдад Депортива», вмещающей 1 500 зрителей. Лучшим результатом является 7-е место в Сегунде B в сезоне 2010/11.

## Прежние названия
- 1983—1990 — «Хетафе Промесас»
- 1990 — «Хетафе B»

## Сезоны по дивизионам
- Сегунда B — 6 сезонов
- Терсера — 11 сезонов
- Региональные лиги — 17 сезонов